# Metylortęć
Metylortęć – metaloorganiczny związek chemiczny z grupy związków rtęcioorganicznych, o bardzo wysokiej toksyczności oraz łatwości wnikania do organizmu. Metylortęć w środowisku pochodzi ze źródeł antropogenicznych (jako jeden z produktów ubocznych produkcji przemysłowej) i naturalnych (w wyniku procesu metylacji rtęci przeprowadzanego przez mikroorganizmy). W środowisku, szczególnie wodnym, ulega bioakumulacji i biomagnifikacji.
Metylortęć może być wchłaniana przez organizm zarówno drogą wziewną, pokarmową, jak i przez skórę. Wiąże się z białkami i wraz z krwią jest transportowana do tkanek i układów, głównie zaś do mózgu oraz nerek i wątroby. Może także przenikać przez łożysko i stanowić zagrożenie dla płodu, w którym się akumuluje. Jej toksyczność odbija się przede wszystkim na układzie nerwowym, powodując między innymi uszkodzenia komórek mózgowych. Powoduje ataksję, uszkodzenia słuchu i wzroku, zaburzenia psychiczne. Może też powodować uszkodzenia płodu. Metylortęć ma długi biologiczny okres półtrwania, co oznacza, że raz zgromadzona w organizmie pozostaje w nim przez długi czas, mogąc powodować choroby i uszkodzenia.
Ze względu na silne właściwości biobójcze metylortęć była stosowana w produkcji środków ochrony roślin (pestycydów). W Polsce, w czasach istnienia Państwowych Gospodarstw Rolnych stosowane były ogromne ilości tego środka. Obecnie produkcja i używanie pestycydów zawierających związki rtęci zostały prawnie zakazane jako zbyt zagrażające środowisku i zdrowiu ludzi.